# Stadsherstel Den Haag

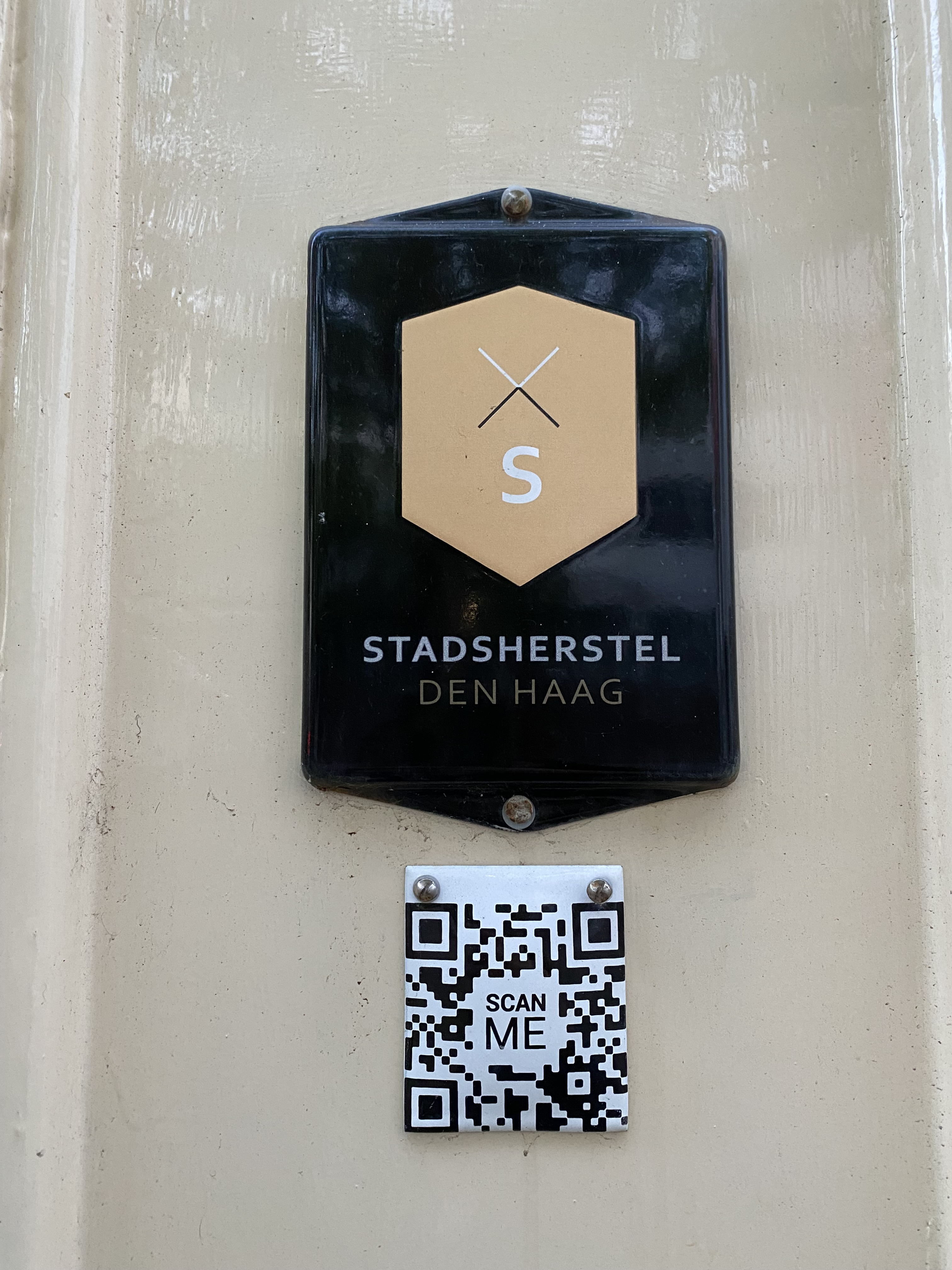
Bordje en QR-code van Stadsherstel Den Haag op het pand van de 's-Gravenhaagsche Stadsrijschool op de Kazernestraat 50

Stadsherstel Den Haag en Omgeving NV is een instelling die tot doel heeft het kopen en restaureren van bedreigde panden die karakteristiek zijn voor Den Haag. Na herstel wordt een passende bestemming gezocht. Stadsherstel verzorgt ook het onderhoud aan de panden, zodat ze in goede staat blijven.
De naamloze vennootschap werd in januari 1977 opgericht en heeft ruim 300 certificaathouders.

## Projecten
Enkele projecten:
- 's-Gravenhaagsche Stadsrijschool. Kazernestraat 50, de oudste burgerrijschool van Nederland
- Geefhuisjes, Hoge Zand 2-24, hofjeshuisjes
- Jan Hendrikstraat 17-21, mogelijk het enige huis in Den Haag met een klokgevel, nu appartementen en twee bedrijfruimtes
- Julianakerk uit 1926
- Oude Molstraat 20-24, 30/32 en 40-44, een van de oudste straatjes van Den Haag
- Spui 173, kosterwoning van de Nieuwe Kerk
- Boerderij Duinzigt, reeds genoemd op een kaart van Cruquius uit 1750.